# 合理性
合理性（ごうりせい、英: rationality）とは理性によって導かれる、または理性に基づく特性である。この点で、ある人が何かをする理由が適切である場合、その人は合理的に行為していると言え、また信念が強固な証拠に基づいている場合、その信念は合理的である。この特性は、合理的動物のような能力、論理的推論のような心理的プロセス、信念や意図などの精神状態、あるいはこれらの他の形態の合理性を持つ人間に適用される。合理性を欠くものは、合理的評価の領域外であれば「非合理的」であり、この領域に属するがその基準を満たさない場合は「不合理」である。
あらゆる形態の合理性に共通する本質的特徴については多くの議論がある。理由応答性説によれば、合理的であるとは理由に応答的であることである。例えば、暗い雲は傘を持つ理由であり、そのため行為者がそれに応じてそうすることは合理的である。このアプローチに対する重要な対抗見解は一貫性基盤説であり、これは合理性を行為者の精神状態間の内的一貫性として定義する。この点に関して多くの一貫性規則が提案されている。例えば、矛盾する信念を持つべきではないことや、何かをすべきだと信じているならばそれをしようと意図すべきであることなどである。目標基盤説は、理論的合理性の場合の真理の獲得など、目標との関連で合理性を特徴づける。内在主義者は、合理性は人の心のみに依存すると考える。外在主義者は、外的要因も関連する可能性があると主張する。合理性の規範性に関する議論は、常に合理的であるべきかという問題に関わる。さらなる議論は、合理性が既存の信念を信頼するのではなく、すべての信念をゼロから見直すことを要求するかどうかである。
学術文献では様々な種類の合理性が議論されている。最も影響力のある区別は理論的合理性と実践的合理性の間である。理論的合理性は信念の合理性に関わる。合理的な信念はそれを支持する証拠に基づいている。実践的合理性は主に行為に関わる。これには行為に先行する特定の精神状態や出来事、例えば意図や取捨選択が含まれる。場合によっては、実践的合理性が不合理な信念を採用することを要求するなど、両者が対立することもある。もう一つの区別は、理想的合理性（合理的行為者が論理のすべての法則と含意に従うことを要求する）と限定合理性（人間の心の計算能力が限られているため、これが常に可能ではないことを考慮に入れる）の間である。ほとんどの学術的議論は個人の合理性に焦点を当てている。これは集団とその集団的信念や決定に関わる社会的または集合的合理性と対照的である。
合理性はあらゆる種類の問題を解決して目標を効率的に達成するために重要である。それは多くの分野に関連し、議論されている。倫理学では、同時に道徳的であることなく合理的であることが可能かどうかという問いがある。心理学は、心理的プロセスがどのように合理性を実装するかに関心がある。これには認知バイアスの場合のように、そうすることの失敗の研究も含まれる。認知科学と行動科学は通常、人々が人間がどのように考え行動するかを予測するのに十分合理的であると仮定している。論理学は正しい論証の法則を研究する。これらの法則は信念の合理性に非常に関連している。実践的合理性の非常に影響力のある概念は決定理論で与えられており、これは選択されたオプションが最高の期待効用を持つ場合、決定は合理的であると述べている。他の関連分野にはゲーム理論、ベイズ主義、経済学、および人工知能が含まれる。

## 定義と意味領域
最も一般的な意味では、合理性とは理由によって導かれる、または合理的であるという性質である。例えば、合理的に行動する人は、自分がしていることに対して良い理由を持っている。これは通常、その行動の考えられる結果と、それが実現しようとする目標について熟考したことを意味する。信念の場合、エージェントがそれに対して良い証拠を持ち、エージェントの他の信念と一貫している場合、何かを信じることは合理的である。行為と信念が最も典型的な合理性の形態である一方で、この用語は日常言語と多くの学問分野の両方で、人間、欲、意図、取捨選択、政策、機関などの幅広いものを記述するために使用される。このようなさまざまな文脈における多様性のため、これらすべての分野と用法をカバーする統一された定義を与えることは困難であることが証明されている。この点で、異なる分野は、最も一般的な意味でそれをカバーしようとせずに、合理性の特定の概念、タイプ、または側面に調査の焦点を当てることが多い。
これらの異なる形態の合理性は、時に能力、プロセス (曖昧さ回避)、精神状態、および人に分類される。例えば、人間が合理的動物であると主張される場合、これは通常、合理的な方法で思考し行動する能力を指す。すべての人間が常に合理的であるという意味ではない。この能力はある場合には行使されるが、他の場合には行使されない。一方、この用語はまた、この能力の行使から生じる推論の過程を指すこともできる。多くの場合、概念の獲得、判断力、協議、計画、決定、および欲求や意図の形成など、より高次の認知能力の追加的な活動も含まれる。これらのプロセスは通常、思考者の精神状態に何らかの変化をもたらす。この点で、信念や意図のような精神状態の合理性についても語ることができる。これらの形態の合理性を十分に高い程度で持つ人自身も「合理的」と呼ばれることがある。場合によっては、合理的プロセスの非精神的結果も合理的と見なされることがある。例えば、スーパーマーケットでの商品の配置は、合理的な計画に基づいている場合、合理的であり得る。
「合理的」という用語には「不合理」と「非合理的」という二つの対義語がある。非合理的なものは、消化過程や天候のように、合理的評価の領域外にある。合理性の領域内にあるものは、合理性の基準を満たすかどうかによって合理的か不合理かのいずれかである。例えば、信念、行動、または一般的な方針は、それらに対する良い理由がある場合は合理的であり、それ以外の場合は不合理である。合理的評価の領域に何が属するかは、すべての場合に明確ではない。例えば、欲求や感情が合理的および不合理として評価できるのか、それとも非合理的なのかについては意見の相違がある。「不合理」という用語は、時に非合理性の事例を含む広い意味で使用される。
学術的な議論における「合理的」と「不合理」という用語の意味は、日常言語での使われ方とはしばしば異なる。日常的な言説で不合理と見なされる行動の例としては、誘惑に負けること、朝早く起きなければならないのに夜遅くまで外出すること、健康リスクを認識しながらタバコを吸うこと、または占星術を信じることなどがある。一方、学術的な議論では、合理性は通常、理由によって導かれることや内的一貫性の規範に従うこととして識別される。前述の例の一部は、状況によっては学術的な意味で合理的と見なされることがある。この意味での不合理の例には、認知バイアスや将来の出来事の可能性を評価する際の確率論の法則違反などがある。この記事は主に学術的な意味での不合理性に焦点を当てている。
「合理性」、「理性」、「推論」という用語は、しばしば同義語として使用される。しかし、技術的な文脈では、それらの意味はしばしば区別される。理性は通常、推論のプロセスを担当する能力として理解される。このプロセスは精神状態を改善することを目的としている。推論は合理性の規範が得られることを確保しようとする。それにもかかわらず、推論以外の心理的過程が同じ効果を持つ可能性があるため、合理性とは異なる。合理性は語源的にラテン語の「rationalitas」に由来する。

## 合理性の概念に関する議論
合理性の本質的特徴については多くの論争がある。それはしばしば関係的な用語で理解される。つまり、信念や意図のようなものは、他のものとどのように関連しているかによって合理的である。しかし、それが何と関連していなければならないのか、そしてどのような方法で関連しているのかについては意見の相違がある。理由基盤説では、合理的状態を正当化または説明する理由との関係が中心である。一貫性基盤説では、精神状態間の一貫性の関係が重要である。現代文献では、理由基盤説と一貫性基盤説のどちらが優れているかについて活発な議論がある。一部の理論家はまた、合理性を実現しようとする目標との関連で理解しようとしている。
この分野におけるその他の論争としては、合理性が行為者の心のみに依存するのか外的要因にも依存するのか、合理性がすべての信念をゼロから見直すことを要求するのか、そして常に合理的であるべきかどうかという問題がある。

### 理由応答性に基づく
多くの合理性理論に共通する考え方は、それが理由の観点から定義できるということである。この見解によれば、合理的であるとは理由に正しく応答することを意味する。例えば、食物が健康的であるという事実はそれを食べる理由である。したがって、この理由は行為者がその食物を食べることを合理的にする。この解釈の重要な側面は、理由に偶然に従って行動するだけでは十分ではないということである。代わりに、理由に「応答する」ということは、これらの理由のために意図的に行動することを意味する。
一部の理論家は理由を外的事実として理解している。この見解は、理由に応答するためには人々がそれらを認識している必要がある、つまり何らかの形の認識的アクセスを持っているという主張に基づいて批判されている。しかし、このアクセスが欠けていることは自動的に不合理ではない。ジョン・ブルームによる一例では、行為者がサルモネラに汚染された魚を食べることになるが、これは魚を食べることに対する強力な理由である。しかし、行為者がこの事実を知り得なかったため、魚を食べることは彼らにとって合理的である。このような問題のため、多くの理論家はこのアカウントの内在主義版を選択している。これは、行為者が理由一般に応答する必要はなく、持っているまたは所有している理由のみに応答する必要があることを意味する。そのようなアプローチの成功は、理由を持つとはどういう意味かによって大きく左右され、この問題については様々な意見の相違がある。一般的なアプローチは、このアクセスが知覚や知識などの認知的精神状態の形での証拠の所有を通じて与えられると考えることである。類似のバージョンは、「合理性は理由に関する信念に正しく応答することから成る」と述べている。したがって、行為者が雨が降る強力な証拠を持っている場合、傘を持っていくことは合理的である。しかし、この証拠がなければ、行為者が知らないうちに雨が降るとしても、傘を家に置いておくことは合理的だろう。これらのバージョンは、合理性がもはや行為者が認識できなかった外的要因に応答することを要求しないため、前述の反論を回避する。
理由応答性理論のすべての形態が直面する問題は、通常、多くの関連する理由があり、それらの一部が互いに対立する可能性があることである。そのため、サルモネラ汚染は魚を食べることに対する理由であるが、その良い味と宿主を不快にさせたくないという欲求は魚を食べることに賛成する理由である。この問題は通常、異なる理由を全て比較検討することによってアプローチされる。このようにして、各理由に直接応答するのではなく、それらの加重和に応答する。したがって、対立の場合は一方が他方を上回ることが多いため解決される。そのため、魚を食べることに賛成する理由があるにもかかわらず、理由の均衡はそれに反対している。なぜなら、サルモネラ感染を避けることは他の理由よりもはるかに重要な理由だからである。これは、合理的行為者は理由の均衡によって支持されるオプションを選ぶと述べることで表現できる。
しかし、理由応答性説に対するその他の反論はそれほど簡単には解決されない。それらはしばしば、理由が行為者に不合理であることを要求するケース、つまり合理的ジレンマに焦点を当てている。例えば、テロリストが行為者が不合理な信念を形成しない限り都市を爆破すると脅迫する場合、これは合理性の規範に違反するためにできる限りのことをする非常に重要な理由となる。

### 一貫性規則に基づく
理由応答性説に対する影響力のある対抗見解は、合理性を内的一貫性として理解している。この見解では、ある人が合理的である程度は、その人の精神状態と行動が互いに一貫している程度による。この一貫性をどのように理解し、どのような一貫性規則を提案するかによって異なる多様なバージョンが存在する。この点に関する一般的な区別は、否定的一貫性と肯定的一貫性の間にある。否定的一貫性は、そのような理論のほとんどの非論争的な側面である。それは矛盾と非一貫性の不在を要求する。これは、行為者の精神状態が互いに衝突しないことを意味する。いくつかの場合では、非一貫性はかなり明白である。例えば、ある人が明日雨が降ると信じ、同時に明日雨が降らないと信じる場合である。複雑なケースでは、非一貫性は検出が困難な場合がある。例えば、ある人がユークリッド幾何学の公理を信じているにもかかわらず、円を正方形にすることが可能であると確信している場合などである。肯定的一貫性は、異なる精神状態が互いに提供するサポートを指す。例えば、太陽系には8つの惑星があるという信念と、太陽系には10個未満の惑星があるという信念の間には肯定的一貫性がある。前者の信念は後者の信念を含意している。肯定的一貫性によるその他の種類のサポートには、説明的および因果的接続が含まれる。
一貫性基盤説はまた、一貫性のさまざまな側面が正確な規則で表現されることが多いため、規則基盤説とも呼ばれる。この点で、合理的であるということは、思考と行動において合理性の規則に従うことを意味する。例えば、エンクラティック規則によれば、合理的行為者は自分がすべきだと信じていることを意図することが要求される。これは信念と意図の間の一貫性を要求する。持続性の規範は、行為者が時間の経過とともに意図を維持すべきであると述べている。このようにして、以前の精神状態は後の精神状態と一貫する。また、それらが要求する異なる規則のセットに基づいて、理論的または実践的合理性などの異なる種類の合理性を区別することも可能である。
そのような一貫性基盤説の合理性の一つの問題は、規範が互いに対立する可能性があることである。いわゆる合理的ジレンマである。例えば、行為者が既存の意図を持っており、それが信念と対立することが判明した場合、エンクラティック規範はそれを変更することを要求するが、これは持続性の規範によって禁止されている。これは、合理的ジレンマの場合、どの規範が特権を持つかに関わらず、合理的であることは不可能であることを示唆している。合理性の一貫性理論の一部の擁護者は、正しく定式化された場合、合理性の規範は互いに対立することはできないと主張している。つまり、合理的ジレンマは不可能である。これは時に、倫理的ジレンマも存在しないなどの追加的な非自明な仮定と結びついている。異なる応答は、この難問を受け入れ、合理的ジレンマが存在することを認めることである。これは、そのような場合、行為者にとって合理性は不可能であり、合理性の理論は彼らに指針を提供できないという結果をもたらす。これらの問題は理由応答性説では回避される。なぜなら、それらは「対立する理由にもかかわらず合理性を可能にするが、[一貫性基盤説]は対立する要件にもかかわらず合理性を許容しない」からである。一部の理論家は、必然的な不合理性の事例を避けるためにより弱い一貫性基準を提案している。合理性は一貫性のすべての規範に従うことを要求するのではなく、可能な限り多くの規範に従うことを要求する。したがって、合理的ジレンマでは、行為者が合理的要件の最小限の数を違反する場合でも依然として合理的であり得る。
もう一つの批判は、一貫性基盤説が冗長であるか誤りであるという主張に基づいている。この見解によれば、規則は理由の均衡と同じオプションを推奨するか、異なるオプションを推奨するかのいずれかである。同じオプションを推奨する場合、それらは冗長である。異なるオプションを推奨する場合、それらは誤りである。批判者によれば、理由の均衡に反して規則に固執することには特別な価値はないからである。

### 目標に基づく
異なるアプローチは、合理性をそれが達成しようとする目標との関連で特徴づける。この点で、理論的合理性は真理を獲得し、偽りを避けるなどの認識論的目標を目指している。一方、実践的合理性は、道徳的、慎重的、政治的、経済的、または美学的目標など、非認識論的目標を目指している。これは通常、合理性がこれらの目標に従うが、それらを設定しないという意味で理解されている。したがって、合理性は、それ自体の外部にある目標に奉仕するという意味で、「無任所大臣」として理解されることがある。この問題は、デイヴィッド・ヒュームとイマヌエル・カントの間の重要な歴史的議論の源泉となった。ヒュームの立場のスローガンは「理性は情熱の奴隷である」というものである。これはしばしば、合理性は目標をどのように達成するかだけに関わり、その目標を追求すべきかどうかには関わらないという主張として理解されている。したがって、倒錯した、あるいは奇妙な目標を持つ人々でも完全に合理的でありうる。この立場はカントによって反対されており、彼は合理性が正しい目標と動機づけを持つことを要求すると主張している。
ウィリアム・フランケナによれば、合理性が達成しようとする目標に基づいて四つの合理性概念がある。それらは利己主義、功利主義、完全主義、および直観主義に対応する。利己主義の観点によれば、合理性は自分自身の幸福を追求することを意味する。これは功利主義の観点とは対照的であり、功利主義は合理性が全ての人のウェルビーイングまたは最大の一般的善に貢献しようとすることを含意すると述べる。完全主義では、道徳的または非道徳的な特定の完全性の理想が合理性の目標である。直観主義の観点によれば、何かが合理的であるのは「それが理性によって直観された自明の真理に従う場合のみである」。これらの異なる観点は、それらが規定する行動に関して大きく異なる。それらすべての問題の一つは、行為者が持つ証拠または情報の役割を無視していることである。この点で、合理性にとっては、行為者が特定の目標に向かって効率的に行動するかどうかだけでなく、彼らがどのような情報を持っているか、そしてこの観点からどのように彼らの行動が合理的に見えるかということも重要である。リチャード・ブラントはこの考えに対応して、関連情報に基づく合理性の概念を提案している。「合理性とは、すべての関連情報による精査に耐えるものである」。これは、主体が論理の法則などの形式的事実を含む、すべての関連事実について繰り返し熟考することを含意する。

### 内在主義と外在主義
合理性の分野における重要な現代的議論は、内在主義者と外在主義者の間である。両者は合理性が理由を要求し、ある意味で理由に依存することに同意する。彼らは何が関連する理由であるか、あるいはそれらの理由をどのように理解するかについて意見が一致しない。内在主義者は理由を精神状態、例えば、知覚、信念、または欲求として理解する。この見解では、ある行動は行為者の信念と一致し、彼らの欲求を実現するため合理的かもしれない。一方、外在主義者は理由を何が良いか正しいかについての外的要因と見なす。彼らは行動が合理的かどうかは、その実際の結果にも依存すると述べる。二つの立場の違いは、内在主義者は肯定し、外在主義者は合理性が心に上付存することを否定するという点にある。この主張は、ある人が合理的であるかどうかは外的要因ではなく、その人の心のみに依存することを意味する。したがって、内在主義では、同じ精神状態を持つ二人は、その外部状況がどれほど異なっていても、両方とも同じ程度の合理性を持つことになる。この限界のため、合理性は現実から逸脱することがある。したがって、行為者が多くの誤解を招く証拠を持っている場合、実際に正しい道が右に行くとしても、左に曲がることは彼らにとって合理的かもしれない。
バーナード・ウィリアムズは、合理性は行為者が行動する動機を説明するのに役立つべきだという主張に基づいて、合理性の外在主義的概念を批判した。これは内在主義にとっては容易だが、外在主義にとっては困難である。なぜなら、外的理由は行為者の動機とは無関係である可能性があるからである。外在主義者はこの反論に、動機的理由と規範的理由を区別することで応答した。動機的理由は誰かがなぜそのように行動するかを説明し、規範的理由は誰かがなぜある特定の方法で行動すべきかを説明する。理想的には両者は重なるが、乖離することもある。例えば、チョコレートケーキが好きなことはそれを食べる動機的理由であり、一方、高血圧を持っていることはそれを食べない規範的理由である。合理性の問題は主に規範的理由に関するものである。これは特に、合理性が規範的理由に還元できると主張する様々な現代哲学者にとって真である。動機的理由と規範的理由の区別は通常受け入れられているが、多くの理論家は合理性が規範性と同一視できるという疑念を提起している。この見解によれば、合理性は時として、例えば行為者が重要な情報を欠いていたり誤った情報を持っていたりするため、最適でない行動を推奨することがある。この点で、内在主義と外在主義の間の議論は合理性の規範性に関する議論と重なる。

#### 相対性
内在主義的概念の重要な含意は、合理性が人の視点や精神状態に相対的であるということである。信念や行動が合理的かどうかは通常、その人がどのような精神状態を持っているかによって異なる。したがって、スーパーマーケットへの散歩のために傘を持っていくことは、雨が降ると信じている人にとっては合理的だが、この信念を欠いている別の人にとっては不合理である。ロバート・オーディによれば、これは経験の観点から説明できる。つまり、何が合理的かは行為者の経験に依存する。異なる人々が異なる経験をするため、彼らにとって何が合理的かには違いがある。

### 規範性
合理性は、ある種の正確性の規則や標準を設定するという意味で規範的である。つまり、合理的であるとは特定の要件に従うことである。例えば、合理性は行為者が矛盾する信念を持たないことを要求する。この問題に関する多くの議論は、これらの標準が正確に何であるかという問題に関わっている。一部の理論家は合理性の規範性を義務と許可の義務論的観点から特徴づけている。他の理論家はそれらを評価的観点から良いまたは価値のあるものとして理解している。さらなるアプローチは、称賛に値するものと非難に値するものに基づいて合理性について語ることである。合理性の規範を他の種類の規範と区別することが重要である。例えば、ファッションのある形態は、男性がベルボトムを着用しないことを規定している。最も強い意味で理解された場合、規範は行為者が何をすべきか、または彼らが最も理由があることを規定する。ファッションの規範はこの強い意味での規範ではない。流行遅れであるということは、男性がベルボトムを着用すべきではないことを意味するわけではない。
合理性の規範性に関するほとんどの議論は、強い意味、つまり行為者が常に合理的であるべきかどうかに関心がある。これは時に構造的説明と対照的に実質的な合理性説と呼ばれる。合理性の規範性に賛成する重要な議論の一つは、称賛と非難の価値に関する考慮に基づいている。それは、私たちは通常、合理的であることに対して互いに責任を持ち、それを怠ったときに互いを批判すると述べている。この慣行は、不合理性が主体側のある種の欠陥であり、そうあるべきではないことを示している。この立場に対する強力な反例はジョン・ブルームによるもので、行為者が食べたい魚を考えている。それはサルモネラを含んでおり、これは行為者がそれを食べるべきではない決定的な理由である。しかし、行為者はこの事実を認識していないため、魚を食べることは彼らにとって合理的である。したがって、これは規範性と合理性が分かれる場合であろう。この例は一般化できる。つまり、合理性は行為者がアクセスできる理由または物事がどのように彼らに見えるかにのみ依存する。一方、何をすべきかは客観的に存在する理由によって決定される。理想的な場合、合理性と規範性は一致するかもしれないが、行為者が理由にアクセスできない場合や理由の存在について誤った信念を持っている場合には分かれる。これらの考慮事項は次のように要約される。合理性は行為者の心のみに付随するが、規範性はそうではない。
しかし、合理性の規範性に賛成する思考実験もある。フランク・ジャクソンによるものは、軽度の状態の患者を受け取り、3つの薬のうち1つを処方しなければならない医師を含む。薬Aは部分的治癒をもたらし、薬Bは完全な治癒をもたらし、薬Cは患者の死をもたらす。医師の問題は、薬BとCのどちらが完全な治癒をもたらし、どちらが患者の死をもたらすのかを判断できないことである。客観的に最良のケースは患者が薬Bを得ることだろうが、その効果に関する不確実性を考えると、医師がそれを処方することは非常に無責任だろう。したがって、医師は効果の低い薬Aを処方すべきであり、これも合理的な選択である。この思考実験は、合理性と規範性が一致することを示している。なぜなら、結局のところ、何が合理的であり、何をすべきかは行為者の心に依存するからである。
一部の理論家は、これらの思考実験に対して、規範性と責任を区別することで対応している。この見解では、不合理な行動（医師が薬Bを処方するなど）の批判は、責任の観点から行為者の否定的評価を含むが、規範的問題については沈黙している。能力基盤説では、合理性を理由に応答する能力の観点から定義し、そのような行動は能力を実行できなかったものとして理解できる。しかし、時には私たちは幸運であり、無責任であるつまり合理的でないにもかかわらず、規範的次元で成功することがある。反対のケースも存在する可能性がある。つまり、悪運により、責任ある能力のあるパフォーマンスにもかかわらず失敗する可能性がある。これは、不合理性を批判する私たちの慣行にもかかわらず、合理性と規範性がどのように分かれるかを説明している。

#### 規範的および記述的理論
規範性の概念はまた、合理性の異なる理論を区別するためにも使用できる。規範的理論は合理性の規範的性質を探求する。それらは心がどのように機能すべきかを支配する規則と理想に関わる。一方、記述的理論は、心がどのように実際に機能するかを調査する。これには、理想的な規則がどのような状況下で従われるかという問題や、合理的思考を担当する根底にある心理的プロセスの研究などが含まれる。記述的理論はしばしば実証的心理学で調査されるが、哲学はより規範的な問題に焦点を当てる傾向がある。この分割はまた、これら二つのタイプがどのように異なって調査されるかを反映している。
記述的および規範的理論家は通常、研究に異なる方法論を採用している。記述的問題は実証研究によって研究される。これは参加者に認知的問題を提示する研究の形をとることがある。そして、参加者がどのように問題を解決するかが観察され、場合によっては特定の解決策に到達した理由の説明も含まれる。一方、規範的問題は通常、形式科学が調査を行うのと同様の方法で調査される。例えば、理論的合理性の分野では、モーダスポネンスの形での演繹推論が合理的信念につながることが受け入れられている。この主張は、合理的直観や反照的均衡に向けての慎重な審議などの方法を使用して調査できる。これらの調査形態は、実証的証拠に依存することなく、どのような形の思考が合理的で不合理であるかについての結論に到達することができる。
この分野の重要な問題は、合理性へのアプローチにおける記述的および規範的アプローチの関係に関わる。この点での一つの困難は、多くの場合、理想的な合理性の規範が規定するものと人々が実際に推論する方法との間に大きなギャップがあることである。合理性の規範的システムの例には、古典論理、確率論、および決定理論がある。実際の推論者は、認知バイアス、ヒューリスティックス、またはその他の精神的制限のために、これらの標準からしばしば逸脱する。
伝統的には、実際の人間の推論が規範的理論で記述された規則に従うべきであると仮定されることが多かった。この見解では、いかなる不一致も避けるべき不合理性の一形態である。しかし、これは通常、人間の心の限界を無視している。これらの限界を考えると、様々な不一致は最も有用な結果を得るために必要（そしてこの意味で「合理的」）である可能性がある。例えば、決定理論の理想的な合理的規範は、行為者が常に最高の期待値を持つオプションを選択すべきであることを要求する。しかし、複雑な状況では各オプションの期待値を計算することは非常に時間がかかり、手間をかける価値がない場合がある。これは、実際の推論者がしばしば、それが本当に利用可能な最良のオプションであることを確認せずに、十分に良いオプションに落ち着くという事実に反映されている。この点でのさらなる困難はヒュームの法則であり、これは存在するものに基づいて何があるべきかを演繹することはできないと述べている。したがって、特定のケースで特定のヒューリスティックや認知バイアスが存在するからといって、それが存在すべきであると推論すべきではない。これらの問題へのアプローチの一つは、記述的および規範的理論は異なる種類の合理性について話していると主張することである。このようにして、両者の間に矛盾はなく、両者がそれぞれの分野で正しいことがある。類似の問題は、いわゆる自然化された認識論で議論されている。

### 保守主義と基礎付け主義
合理性は通常、保守的であるという意味で理解されている。つまり、合理的行為者はゼロから始めるのではなく、すでに多くの信念と意図を持っている。推論はこれらの既存の精神状態の背景の上で行われ、それらを改善しようとする。このようにして、元の信念と意図は特権的である。つまり、それらを疑う理由に遭遇しない限り保持する。認識論的基礎付け主義のある形式はこのアプローチを拒否する。それらによれば、信念のシステム全体が自明の信念によって正当化されなければならない。そのような自明の信念の例には、直接的な経験と単純な論理的および数学的公理が含まれる場合がある。
保守主義と基礎付け主義の間の重要な違いは、証明責任 (哲学)に関する異なる概念に関わる。保守主義によれば、証明責任は常にすでに確立された信念に有利である。つまり、新しい証拠がない場合、すでに持っている精神状態を保持することは合理的である。基礎付け主義によれば、証明責任は常に精神状態を中断することに有利である。例えば、行為者はタージ・マハルがアーグラにあるという既存の信念について反省するが、この信念に賛成または反対する理由にアクセスできない。この場合、保守主義者はこの信念を保持することが合理的だと考えるが、基礎付け主義者は理由の欠如のためそれを不合理として拒否する。この点で、保守主義は通常の合理性の概念にはるかに近い。基礎付け主義にとっての一つの問題は、このアプローチが入念に実行された場合、非常に少ない信念、もしあれば、残るだろうということである。もう一つは、非基本的な信念を基本的な信念に接続する正当化関係をすべて常に追跡するために、膨大な精神的リソースが必要だろうということである。

## 種類
合理性は様々な分野で、しばしば非常に異なる用語で議論されている。一部の理論家はあらゆる形の合理性が共有する特徴を表現する統一的な概念を提供しようとしているが、より一般的なアプローチは個々の形の合理性の異なる側面を明確にすることである。最も一般的な区別は理論的合理性と実践的合理性の間である。その他の分類には、理想的合理性と限定合理性、個人的合理性と社会的合理性のカテゴリが含まれる。

### 理論的および実践的
最も影響力のある区別は、理論的または認識論的合理性と実践的合理性を対比している。理論的側面は信念の合理性に関わる。つまり、特定の信念を持つことが合理的かどうか、そしてそれについてどの程度確信すべきかである。一方、実践的合理性は行為、意図、および取捨選択の合理性に関わる。これは理論的推論と実践的推論の区別に対応している。理論的推論は行為者が信念を変えるべきかどうかを評価しようとし、実践的推論は行為者が計画と意図を変えるべきかどうかを評価しようとする。

#### 理論的
理論的合理性は、特に信念の認知的精神状態の合理性に関わる。二つの要因を区別するのが一般的である。最初の要因は、信念が合理的であるためには良い理由が必要であるという事実に関するものである。これは通常、いわゆる知識の源泉、つまり知覚、内観、および記憶のような能力によって提供される証拠の観点から理解される。この点で、合理的であるためには、信者がこれらの源泉によって提示された印象や理由に応答する必要があるとしばしば主張される。例えば、木に当たる太陽光の視覚的印象は、太陽が輝いていると信じることを合理的にする。この点で、形成された信念が非自発的で暗黙的であるかどうかも関連する可能性がある。
第二の要因は、行為者がこの証拠に基づいて信念を形成する方法を支配する合理性の規範と手続きに関するものである。これらの規範には、通常の論理学で議論される推論規則や、精神状態間の他の一貫性の規範が含まれる。推論規則の場合、有効な議論の前提は結論をサポートし、したがって結論を信じることを合理的にする。前提によって提供されるサポートは、演繹的または非演繹的のいずれかである。どちらの場合も、議論の前提を信じることは、その結論も信じることを合理的にする。両者の違いは、前提が結論をどのようにサポートするかによって生じる。演繹的推論の場合、前提は可能な限り強力なサポートを提供する。前提が真であれば、結論が偽であることは不可能である。非演繹的議論の前提もその結論をサポートする。しかし、このサポートは絶対的ではない。前提の真実性は結論の真実性を保証しない。代わりに、前提は結論が真である可能性を高める。この場合、結論を信じることが合理的であるためには、非演繹的サポートが十分に強いことが通常要求される。
理論的不合理性の重要な形態は、動機づけに偏った信念であり、時に希望的観測と呼ばれる。この場合、信念は適切な証拠的サポートなしに、自分の欲求や想像して楽しいことに基づいて形成される。形式的および非形式的誤謬の形での欠陥のある推論も、理論的不合理性のもう一つの原因である。

#### 実践的
実践的合理性のすべての形態は、私たちがどのように行動するかに関わる。それは行為に直接関わるだけでなく、意図や取捨選択のような行為に先行する精神状態や出来事にも関わる。実践的合理性にはさまざまな側面がある。例えば、どのように目標を選ぶか、そしてその目標に到達するための手段をどのように選ぶかなどである。その他の問題には、異なる意図間の一貫性や信念と意図の間の一貫性が含まれる。
一部の理論家は信念と欲求の観点から行為の合理性を定義している。この見解では、特定の目標を達成するための行動は、行為者がこの目標を達成したいという欲求と、彼らの行動がそれを実現するという信念を持っている場合に合理的である。この見解の強いバージョンでは、責任ある信念と欲求自体が合理的でなければならない。決定の合理性に関する非常に影響力のある概念は決定理論から来ている。決定においては、行為者は可能な行動の選択肢のセットを提示され、その中から一つを選ばなければならない。決定理論は、行為者が最高の期待値を持つ選択肢を選ぶべきだと主張する。実践的合理性には行為の分野が含まれるが、行動全般は含まれない。両者の違いは、行為は意図的な行動、つまり目的のために行われ、それによって導かれる行動であるということである。この点で、車を運転するような意図的な行動は合理的か不合理かのいずれかであるが、くしゃみのような非意図的な行動は合理性の領域外である。
他のさまざまな実践的現象については、それらがこの領域に属するかどうかについて明確なコンセンサスはない。例えば、欲求の合理性に関して、手続き主義と実質主義という二つの重要な理論がある。手続き主義によれば、手段的欲求と非手段的欲求の間には重要な区別がある。欲求は、その充足が別の欲求の充足のための手段として役立つ場合、手段的である。例えば、ジャックは病気であり、健康になるために薬を飲みたいと思っている。この場合、薬を飲みたいという欲求は手段的である。なぜなら、それはジャックの非手段的な健康になりたいという欲求のための手段としてのみ役立つからである。手続き主義と実質主義は通常、ある人が対応する非手段的欲求を持ち、それが手段として機能することを認識しているにもかかわらず、手段的欲求を欠いている場合、その人は不合理であり得ると同意する。手続き主義者は、これが欲求が不合理である唯一の方法であると主張する。一方、実質主義者は、非手段的欲求も不合理であり得ると認める。この点で、実質主義者はジャックが健康になりたいという非手段的欲求を欠いていることは不合理だろうと主張することができる。同様の議論は感情の合理性に焦点を当てている。

#### 両者の関係
理論的合理性と実践的合理性はしばしば別々に議論され、それらの間には多くの違いがある。場合によっては、それらは互いに対立することさえある。しかし、それらが重なり、互いに依存する様々な方法もある。
理論的合理性は真理を目指し、実践的合理性は善を目指すと主張されることがある。ジョン・サールによれば、この違いは「適合方向」の観点から表現できる。この見解では、理論的合理性は心がそれを表現することによって世界にどのように対応するかについてである。一方、実践的合理性は心によって設定された理想に世界がどのように対応し、どのように変更されるべきかについてである。もう一つの違いは、恣意的な選択が時に実践的合理性に必要とされることである。例えば、目標に到達するために同様に良い二つのルートがある場合がある。実践的なレベルでは、目標に到達したい場合、そのうちの一つを選ばなければならない。それはその恣意的な選択に抵抗することは実践的に不合理であり、ビュリダンのロバによって例示されている。しかし理論的なレベルでは、誰かが目標に到達したという話を聞いた場合、どのルートが取られたかについての信念を形成する必要はない。この場合、一方の信念ではなく他方の恣意的選択は理論的に不合理であろう。代わりに、十分な理由がない場合、行為者はどちらの信念も保留すべきである。もう一つの違いは、実践的合理性は理論的合理性とは対照的に、特定の目標と欲求によって導かれることである。したがって、病気を治すために薬を飲むことは、その欲求がある場合には実践的に合理的である。しかし、それを望むからといって健康であるという信念を採用することは理論的に不合理である。これは希望的観測の一形態である。
場合によっては、実践的合理性と理論的合理性の要求が互いに対立することがある。例えば、子どもに対する忠実という実践的理由は、その子が無実であるという信念を要求するかもしれないが、その子を犯罪に結びつける証拠は理論的レベルでその子の罪を信じることを要求するかもしれない。
しかし、両領域は特定の方法で重なり合っている。例えば、エンクラシアとして知られる合理性の規範は、信念と意図を結びつける。これは「合理性は、あなたが理由がFをすることを要求すると信じるなら、Fをしようと意図することをあなたに要求する」と述べている。この要件を満たさないことは、アクラシアまたは意志の弱さとして知られる不合理の事例をもたらす。重なり合いのもう一つの形態は、実践的合理性を支配する規則の研究が理論的問題であるということである。また、実践的考慮事項は、特定の問題に関する理論的合理性を追求するかどうか、および調査にどれだけの時間とリソースを投資するかを決定する場合がある。実践的合理性は理論的合理性を前提としていると一般に考えられている。これは、何をすべきかを決定するために、事実がどうであるかを知る必要があるという考えに基づいている。しかし、何をすべきかを知ることとは独立に、事実がどうであるかを評価することができる。したがって、この点で、理論的合理性を実践的合理性とは独立した別個の学問として研究することができるが、その逆はできない。しかし、この独立性は信念意志主義のいくつかの形態によって拒否されている。それらは理論的合理性を実践的合理性の一種として理解できると主張する。これは、私たちが何を信じるかを決定できるという議論の余地のある主張に基づいている。それは「認識的決定理論」の形をとることができ、これは人々が何を信じるかを決定する際に認識的目標を満たそうとすると述べている。同様の考え方はヘスス・モステリンによって擁護されている。彼は合理性の適切な対象は「信念」ではなく「受容」であると主張する。彼は受容を命題を肯定するための自発的で文脈依存的な決定として理解している。

### 理想的と限定的
様々な合理性理論は、例えば、合理的行為者が論理学のすべての法則と含意に従うことを要求することによって、何らかの形の理想的合理性を仮定している。これには、行為者が命題を信じている場合、その命題から論理的に導かれるすべてのことも信じるべきであるという要件が含まれることがある。しかし、多くの理論家はこの形式の論理的全知を合理性の要件として拒否している。彼らは、人間の心は限られているため、実際の有限の人間がどのようにしてある種のリソース制限された合理性を持つかを説明するために、それに応じて合理性を定義する必要があると主張する。
限定合理性の立場によれば、合理性の理論は不完全な知識、不完全な記憶、計算と表現の限られた能力などの認知的限界を考慮に入れるべきである。この分野の重要な研究課題は、認知的行為者が問題を解決し、決定を下すために、力任せの計算ではなくヒューリスティックをどのように使用するかについてである。例えば、満足化ヒューリスティックによれば、行為者は通常、望ましい達成レベルを満たすオプションが見つかると、最良のオプションの検索を停止する。この点で、人々は多くの場合、理想的な合理性の理論が一般的に要求するにもかかわらず、可能な限り最良のオプションを探し続けない。ヒューリスティックを使用することは、人間の心の限界に適応する方法として非常に合理的であり得る。特に、これらの限界が力任せの計算を不可能にしたり、非常に時間とリソースを消費したりする複雑なケースでは。

### 個人的と社会的
学術文献のほとんどの議論と研究は個人の合理性に焦点を当てている。これは個人の合理性に関するものであり、例えば、彼らの信念と行動が合理的かどうかを問うものである。しかし、合理性の問題は社会レベルで集団全体にも適用できる。この形の社会的または集合的合理性は、集団の信念や集団の決定など、理論的および実践的問題の両方に関わる。個人の場合と同様に、これらの現象だけでなく、それらに責任のあるプロセスと構造も研究することが可能である。社会レベルでは、共有された目標に到達するためのさまざまな形の協力がある。理論的なケースでは、陪審員の集団が最初に討議し、その後投票して被告が有罪かどうかを判断する場合がある。あるいは、実践的なケースでは、政治家が気候変動と戦うために新しい規制を実施するために協力する場合がある。これらの協力形態は、それらがどのように実施されるか、そしてそれらが生み出す結果の質に応じて、社会的合理性の観点から判断できる。一部の理論家は、集団プロセスは参加している個人が合理的である程度に合理的であると主張することで、社会的合理性を個人的合理性に還元しようとしている。しかし、そのような還元はしばしば拒否される。
様々な研究は、集団の合理性が個人の合理性をしばしば上回ることを示している。例えば、ウェイソン選択課題に取り組む人々の集団は、通常、個人だけよりも良いパフォーマンスを示す。この種の集団の優位性は時に「群衆の知恵」と呼ばれ、能力のある個人が他の人よりも集団の決定に強い影響を与えるという主張に基づいて説明されるかもしれない。しかし、これが常に当てはまるわけではなく、時には集団は同調性や議論の余地のある問題を提起することへの消極性のために、より悪いパフォーマンスを示すことがある。

### その他
学術文献では、他の多くの分類が議論されている。一つの重要な区別は、出力に基づくアプローチと過程に基づくアプローチの間にある。過程志向の合理性理論は認知心理学で一般的であり、認知システムが入力を処理して出力を生成する方法を研究する。出力志向のアプローチは哲学でより一般的であり、結果として生じる状態の合理性を調査する。もう一つの区別は、合理性の相対的判断と絶対的判断の間にある。相対的な場合、合理性は限られた情報や証拠に基づいて判断されるが、絶対的な判断はすべての証拠を考慮に入れるため、「すべてを考慮した」判断である。例えば、自分の投資が増えると信じることは、それが自分の占星術的ホロスコープに基づいているという相対的な意味で合理的である場合がある。しかし、占星術への信念自体が不合理であれば、この信念は絶対的な意味では不合理である。

## 重要性
合理性は、地域規模でも世界規模でも、多くの問題を解決するために中心的である。これはしばしば、合理性があらゆる種類の目標に到達するために効率的に行動するために必要であるという考えに基づいている。これには、倫理学的目標、ヒューマニズム的目標、科学的目標、さらには宗教的目標など、多様な分野からの目標が含まれる。合理性の研究は非常に古く、古代ギリシャ以来、多くの偉大な思想家を占めてきた。この関心はしばしば、私たちの心の可能性と限界を発見することによって動機づけられている。様々な理論家はさらに合理性を人間であることの本質と見なし、しばしば人間を他の動物と区別しようとする試みの中でそうしている。しかし、この強い肯定は多くの批判にさらされてきた。例えば、人間は常に合理的ではなく、非人間的動物も多様な形の知性を示すという批判である。
合理性のトピックは様々な分野に関連している。それは哲学、心理学、ベイズ確率、決定理論、およびゲーム理論で中心的な役割を果たしている。しかし、それは人工知能、行動経済学、ミクロ経済学、および神経科学などの他の分野でも扱われている。研究のある形態は一つの特定の領域に限定されているが、他は異なる分野からの洞察を引き出すことによって、学際的な方法でトピックを調査している。

## 合理性のパラドックス
「合理性のパラドックス」という用語にはさまざまな意味がある。それはしばしば合理性のパズルや未解決の問題に使用される。一部は単に合理的な人が何をすべきかが明確でない状況である。他は合理性自体の中の明らかな欠陥を含む。例えば、合理性が最適でない行動方針を推奨するように見える場合である。特別なケースはいわゆる合理的ジレンマであり、合理性の二つの規範が互いに対立するため、合理的であることが不可能である。合理性のパラドックスの例としては、パスカルの賭け、囚人のジレンマ、ビュリダンのロバ、およびサンクトペテルブルクのパラドックスがある。

## 歴史

### マックス・ヴェーバー

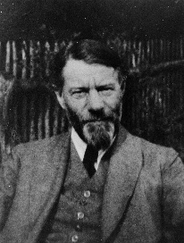
ドイツの学者マックス・ヴェーバーは、人間が物事を考える能力を4つの方法に分ける合理性理論を明確に表現した。

ドイツの学者マックス・ヴェーバーは、4つの異なる理念型の合理性を区別する社会的行為の解釈を提案した。
最初のタイプは「目的合理性」または「目的/道具的合理性」と呼び、他の人間や環境内の物体の行動に関する期待に関連している。これらの期待は、特定の行為者が目標を達成するための手段として機能し、ヴェーバーが「合理的に追求され計算される」と指摘した目標である。二番目のタイプをヴェーバーは「価値合理性」または「価値/信念志向」と呼んだ。ここでは行為は、行為者に内在する理由、つまり倫理的、美学的、宗教的、またはその他の動機のために行われ、それが成功につながるかどうかとは無関係である。三番目のタイプは感情的であり、行為者の特定の感情や情緒によって決定される。これについてヴェーバー自身は、これは彼が「意味ある志向」と考えるものの境界線上にある種の合理性であると述べた。四番目は伝統的または習慣的であり、根付いた習慣によって決定される。ヴェーバーは、これらの志向の一つだけが見られることはほとんどなく、組み合わせが通常であることを強調した。彼の用法もまた、彼が最初の二つを他のものよりも重要だと考えていたことを明確にしており、三番目と四番目が最初の二つのサブタイプであると議論することができる。
ヴェーバーの合理性の解釈の利点は、特定の種類の信念が不合理であるというような価値観の影響を受けた評価を避けることである。代わりに、ヴェーバーは、例えば宗教的または感情的な理由のために、根拠または動機が与えられ得ると示唆しており、それが手段と目的の「目的合理的」志向に合わない説明であっても、説明または正当化の基準を満たす場合がある。したがって、逆も真である。いくつかの手段-目的の説明は、行動の根拠が「価値合理的」である人々を満足させるものではない。
ヴェーバーの合理性の構築は、ユルゲン・ハーバーマス的（1984）視点（社会的文脈を欠き、社会的権力の点で理論化不足）からも、フェミニズム的視点（イーグルトン、2003）からも批判されている。フェミニズム的視点では、ヴェーバーの合理性の構築は男性的価値観に満ちており、男性の権力の維持に向けられていると見なされる。合理性に関する代替的な立場（限定合理性だけでなく、ヴェーバーの感情的および価値基盤の議論も含む）は、エツィオーニ（1988）の批判に見られる。エツィオーニは意思決定に関する思考を再構成し、ヴェーバーによって提示された立場の逆転を主張する。エツィオーニは、目的/道具的推論がどのように規範的考慮（人々がどのように「行動すべき」かについての考え）と感情的考慮（人間関係の発展のためのサポートシステムとして）に従属するかを示している。

### リチャード・ブラント
リチャード・ブラントは合理性の「改革的定義」を提案し、ある人の概念が一種の心理療法に耐える場合、その人は合理的であると主張した。

### ロバート・オーディ
ロバート・オーディは、合理性の理論的側面と実践的側面の両方をカバーする包括的な説明を発展させた。この説明は「根拠」の概念を中心としている。精神状態は、正当化の源に「十分な根拠がある」場合に合理的である。不合理な精神状態は、一方で、十分な根拠が欠けている。例えば、窓の外を見ているときの木の知覚的経験は、外に木があるという信念の合理性の根拠となり得る。
オーディは基礎付け主義の一形態に取り組んでいる。正当化された信念、あるいは彼の場合は一般的に合理的状態が二つのグループに分けられるという考えである。「基礎」と「上部構造」である。上部構造内の精神状態は他の合理的精神状態から正当化を受け取る一方、基礎的精神状態はより基本的な源から正当化を受け取る。例えば、上記の外に木があるという信念は、基本的な源である知覚に基づいているため、基礎的である。木が土壌で成長することを知っていれば、外に土壌があると推測することができる。この信念も同様に合理的であり、適切な根拠によってサポートされているが、その合理性は別の信念の合理性に根ざしているため、上部構造に属する。欲求は信念のように階層を形成する。本質的欲求は基礎にあり、手段的欲求は上部構造に属する。手段的欲求を本質的欲求に結びつけるためには、追加の要素が必要である。手段的欲求の充足が本質的欲求の充足のための手段であるという信念である。
オーディは、基礎的精神状態に正当化を提供するすべての基本的源が経験からくると主張している。「信念」に関しては、源として機能する四つのタイプの経験がある。知覚、記憶、内観、および合理的直観である。一方、「欲求」の合理性の主な基本的源は、快楽と苦痛の経験という形で現れる。したがって、例えば、アイスクリームを食べたいという欲求は、行為者がアイスクリームの味を楽しんだ経験に基づいている場合に合理的であり、そのようなサポートが欠けている場合は不合理である。経験への依存のため、合理性は経験への応答性の一種として定義できる。
「行為」は、信念や欲求とは対照的に、独自の正当化の源を持たない。その合理性は代わりに他の状態の合理性に根ざしている。つまり、信念と欲求の合理性に根ざしている。欲求は行為を動機づける。信念は手段的欲求の場合と同様に、二つの要素を結びつけるギャップを埋めるために必要である。オーディは個々の精神状態の「焦点的」合理性と「人」の「全体的」合理性を区別する。全体的合理性は派生的な地位を持つ。それは焦点的合理性に依存する。あるいはより正確に言えば、「全体的合理性は、人が十分に統合された、十分に根拠のある命題的態度、感情、および行動のシステムを持つときに達成される」。合理性は問題の人の経験に依存するという意味で「相対的」である。異なる人々が異なる経験をするため、一人の人にとって信じることが合理的であることは、別の人にとっては不合理かもしれない。信念が合理的であるからといって、それが「真」であることを意味するものではない。

## 様々な分野において

### 倫理と道徳
合理性の問題は倫理学と道徳におけるさまざまな問題に関連している。多くの議論は合理性が道徳性を意味するのか、あるいはそれなしで可能かという問題を中心に展開されている。一般常識に基づくいくつかの例は、両者が分離し得ることを示唆している。例えば、一部の不道徳な精神病質者は計画の追求において非常に知的であり、したがって合理的とみなされるかもしれない。しかし、両者が密接に関連していることを示唆する考慮事項もある。例えば、普遍性の原則によれば、「行動の理由は、誰もがそのような理由で行動することが受け入れられる場合にのみ、受け入れられる」。類似の定式化はイマヌエル・カントの定言命法で与えられている。「あなたが同時にそれが普遍的法則となるべきだと意志することができる格率によってのみ行動せよ」。普遍性の原則は、道徳性と合理性の両方の基本原則として提案されている。これは行為者が合理的であるべき義務があるかという問題に密接に関連している。もう一つの問題は合理性の価値に関わる。この点で、人間は合理的であるため、動物の生命よりも人間の生命の方が重要であると一般に考えられている。

### 心理学
推論がどのように起こるか、およびどのような根底にある心理的プロセスが責任を持つかを説明するために、多くの心理学的理論が提案されている。彼らの目標の一つは、異なる種類の不合理性がどのように起こるか、そしてなぜある種類が他の種類よりも一般的であるかを説明することである。それらには「精神論理理論」、「精神モデル理論」、および「二重過程理論」が含まれる。重要な心理学的研究領域は認知バイアスに焦点を当てている。認知バイアスは誤った、または不合理な形の思考、判断力、および行動に従事する系統的な傾向である。例には確証バイアス、自己奉仕バイアス、後知恵バイアス、およびダニング＝クルーガー効果がある。いくつかの実証的知見は、メタ認知が合理性の重要な側面であることを示唆している。この主張の背景にある考えは、責任あるプロセスが適切に制御され監視されれば、推論がより効率的かつ確実に行われるということである。
ウェイソン選択課題は合理性と推論能力を研究するための影響力のあるテストである。これでは、4枚のカードが参加者の前に置かれる。各カードは片面に数字、反対側に文字が書かれている。ある場合では、4枚のカードの見える面はA、D、4、および7である。参加者はその後、「カードの片面に母音がある場合、カードのもう一方の面には偶数がある」という条件付きの主張を検証するためにどのカードを裏返す必要があるかを尋ねられる。正解はAと7である。しかし、この答えは約10％しか出されない。多くの人は代わりにカード4を選ぶが、その反対側にどのような文字が現れるかに関する要件はない。これらおよび類似のテストを使用することからの重要な洞察は、参加者の合理的能力が通常、抽象的または信頼性の低いケースよりも具体的で現実的なケースの方がはるかに優れているということである。この分野における様々な現代的研究は、ベイズ確率理論を使用して主観的な信念の度合いを研究している。例えば、信者の前提に対する確信が推論を通じて結論にどのように運ばれるかなどである。
推論の心理学において、心理学者と認知科学者は人間の合理性に関する異なる立場を主張している。フィリップ・ジョンソン＝レアードやルース・M.J.バーンらによる一つの著名な見解は、人間は原則的には合理的だが実践では誤りを犯すということである。つまり、人間は合理的である能力を持っているが、彼らのパフォーマンスはさまざまな要因によって制限されている。しかし、合接の誤謬、ウェイソン選択課題、またはベースレート誤謬に関するものなどの多くの標準的な推論テストは、方法論的および概念的問題を抱えていると主張されている。これは、研究者が良い推論の規範として標準的な論理、確率論、統計学、または合理的選択理論のルールを（のみ）使用すべきかどうかについて心理学での論争につながっている。この見解の反対者、例えばゲルト・ギゲレンツァーは、特に高い不確実性の下でのタスクのために、限定合理性の概念を支持している。合理性の概念は心理学者、経済学者、認知科学者によって引き続き議論されている。
心理学者ジャン・ピアジェは、子供から大人への人間の発達の段階が、合理的および論理的能力の増加の観点からどのように理解できるかについての影響力のある説明を行った。彼は大まかな年齢グループに関連する4つの段階を特定している。2歳未満の感覚運動期、7歳までの前操作期、11歳までの具体的操作期、そしてその後の形式的操作期である。合理的または論理的推論は最後の段階でのみ行われ、抽象的思考、概念形成、推論、計画、および問題解決に関連している。

#### 感情
A. C. グレイリングによれば、合理性は「感情、個人的感情、またはいかなる種類の本能からも独立していなければならない」。認知科学と神経科学のある知見は、感情的感情のない人、例えば、大規模に損傷した扁桃体を持つ個人または重度の精神病質を持つ個人を除いて、これまでどの人間もこの基準を満たしたことがないことを示している。したがって、このような理想化された形の合理性は、人々ではなく、コンピュータによって最もよく例示される。しかし、学者は参照点として理想化に生産的に訴えることができる。英国の哲学者ジュリアン・バジーニは、その著書『理性の縁：非合理的世界における合理的懐疑論者』の中で、理性に関する神話（例えば、「純粋に客観的であり、主観的判断を必要としない」）を暴露している。

### 認知および行動科学
認知科学と行動科学は、人々がどのように考え、行動するかを記述、説明、予測しようとする。彼らのモデルはしばしば人々が合理的であるという仮定に基づいている。例えば、古典派経済学は人々が期待効用を最大化する合理的行為者であるという仮定に基づいている。しかし、人々はしばしばさまざまな方法で合理性の理想的な基準から外れる。例えば、彼らは確認する証拠のみを探し、反証となる証拠を無視するかもしれない。この点で研究されている別の要因は人間の知的能力の限界である。合理性からの多くの乖離は、限られた時間、記憶、または注意によって引き起こされる。多くの場合、これらの限界を緩和するためにヒューリスティックや経験則が使用されるが、それらは新たな形の不合理性につながる可能性がある。

### 論理学
理論的合理性は論理学と密接に関連しているが、同一ではない。論理学はしばしば正しい論証の研究として定義される。これは議論で使用される命題間の関係に関わる。つまり、その前提がその結論にサポートを提供するかどうかである。一方、理論的合理性は何を信じるべきか、またはどのように信念を変えるべきかについてである。論理の法則は行為者がこれらの法則に違反する場合、彼らの信念を変えるべきであるため、合理性に関連する。しかし、論理は直接的に何を信じるべきかについてのものではない。さらに、信念を保持または変更することが合理的かどうかを決定する論理以外の他の要因や規範もある。論理学における合理性の研究は、手段的合理性よりも認識論的合理性、つまり合理的な方法で信念を獲得することにより関心がある。

### 決定理論
実践的合理性の影響力のある説明は決定理論によって与えられる。決定とは、行為者が選択しなければならない多数の可能な行動方針が利用可能な状況である。決定理論はどの行動を選択すべきかを支配する規則を調査する。それは各行動がさまざまな結果につながる可能性があると仮定する。各結果は条件付き確率と効用に関連付けられる。結果の「期待利得」はその条件付き確率とその効用を掛けることで計算できる。行為の「期待効用」はそれに関連するすべての結果の期待利得の合計に等しい。これらの基本的な要素から、決定の合理性を定義することが可能である。決定は最高の期待効用を持つ行為を選択する場合に合理的である。決定理論がこの問題に非常に正確な形式的取り扱いを与える一方で、効用と確率をどのように割り当てるかという経験的問題は未解決のままである。そのため、決定理論は不十分な割り当てに基づいている場合、依然として悪い経験的決定につながる可能性がある。
決定理論家によれば、合理性は主に内的一貫性の問題である。これは、信念や好みなどの人の精神状態が互いに一貫しているか、互いに矛盾しないことを意味する。この立場の一つの結果は、明らかに誤った信念や倒錯した好みを持つ人々でも、これらの精神状態が彼らの他の精神状態と一貫している場合、依然として合理的とみなされる可能性があるということである。効用はしばしば自己利益または個人的選好の観点から理解される。しかし、これは決定理論の必要な側面ではなく、善または一般的な価値の観点からも解釈できる。

### ゲーム理論
ゲーム理論は決定理論と合理的選択の問題に密接に関連している。合理的選択は、合理的行為者が利用可能なすべてのオプションの費用便益分析を行い、彼らの観点から最も有益なオプションを選択するという考えに基づいている。ゲーム理論の場合、複数の行為者が関与している。これはさらに状況を複雑にする。なぜなら、特定のオプションが一方の行為者にとって最良の選択であるかどうかは、他の行為者によってなされた選択に依存する可能性があるからである。ゲーム理論は、チェスをする、企業が事業を競争する、または動物が獲物をめぐって戦うなど、さまざまな状況を分析するために使用できる。合理性はゲーム理論の中核的仮定である。各プレイヤーは彼らの観点から最も有益なものに基づいて合理的に選択すると仮定される。このようにして、行為者は他者がどのように選択するか、そして他者の行動に対して自分の最良の選択が何であるかを予測できるかもしれない。これはしばしばナッシュ均衡をもたらす。これは各プレイヤーに一つの戦略のセットを構成し、いかなるプレイヤーも一方的に戦略を変更することで自分の結果を改善できない状態である。

### ベイズ主義
合理性に対する人気のある現代的アプローチはベイズ主義認識論に基づいている。ベイズ主義認識論は信念を度合いで現れる連続的な現象と見なす。例えば、ダニエルはボストン・セルティックスが次の試合に勝つことを比較的確信しており、2足す2が4であることを絶対に確信している。この場合、最初の信念の度合いは2番目の信念の度合いよりも弱い。これらの度合いは通常「信頼度」と呼ばれ、0から1の間の数値で表される。0は完全な不信、1は完全な信念、0.5は信念の保留に対応する。ベイズ主義者はこれを確率の観点から理解する。信頼度が高いほど、信じられた命題が真である主観的確率が高くなる。確率として、それらは確率論の法則に従う。これらの法則は合理性の規範として機能する。信念はそれらに従う場合は合理的であり、それらに違反する場合は不合理である。例えば、明日雨が降るという0.9の信頼度と明日雨が降らないという0.9の信頼度を持つことは不合理であろう。合理性のこの説明は、行為者が主観的期待効用を最大化することを要求することによって、実践的領域にも拡張できる。このようにして、ベイズ主義は理論的および実践的合理性の両方の統一的説明を提供できる。

### 経済学
合理性は経済学において重要な役割を果たし、これにはいくつかの側面がある。まず、道具性の概念がある。基本的に人々と組織は道具的に合理的である、つまり目標を達成するために最良の行動を採用するという考えである。次に、合理性は選好と信念の中で論理的に一貫していることの問題であるという公理的概念がある。

第三に、人々は信念の正確さと情報の完全な使用に焦点を当てている。この見解では、合理的でない人は彼らが持っている情報を完全に利用していない信念を持っている。
経済社会学内の議論も、人々または組織が「本当に」合理的であるかどうか、また形式的モデルでそれらをそのようにモデル化することが意味をなすかどうかについて生じる。一部は、そのようなモデルにとって一種の限定合理性がより意味をなすと主張してきた。
他の人々は、合理的選択理論に沿った合理性の種類は人間の行動を理解するための無用な概念であると考えている。「経済人」（経済人：経済モデルで仮定されている想像上の人で、無矛盾だが無道徳である）という用語は、主にこの見解を称えるために作られた。行動経済学は、理想化された道具的合理性を仮定するのではなく、心理的バイアスを考慮に入れて、経済的行為者を実際に存在するものとして説明することを目指している。

### 人工知能
人工知能の分野は、合理性の問題がどのようにコンピュータによって実装され解決され得るかという問題とも関わっている。人工知能内では、「知的エージェント」は通常、現在の知識を考慮して期待効用を最大化するものである。効用はその行動の結果の有用性である。効用関数は設計者によって任意に定義されるが、お金を獲得または損失するなど、直接測定可能な結果である「パフォーマンス」の関数であるべきである。安全に防御的にプレイするエージェントを作るために、パフォーマンスの非線形関数がしばしば望まれ、勝利の報酬は負けの罰則よりも低くなる。エージェントは自身の問題領域内で合理的かもしれないが、任意に複雑な問題に対する合理的な決定を見つけることは実用的には不可能である。人間の思考の合理性は推論の心理学における重要な問題である。

### 国際関係
国際関係（IR）の研究における「合理性」の利用の是非についての論争が続いている。一部の学者はそれを不可欠と考えている。他の学者はより批判的である。しかし、政治学と国際関係における「合理性」の浸透しており、持続的な使用は議論の余地がない。「合理性」はこの分野でいたるところに存在している。アブロフは「外交政策」へのすべての学術的言及の約40％が「合理性」に言及していることを発見しており、この比率は2000年代の関連する学術出版物の半分以上に上昇する。彼はさらに具体的な安全保障と外交政策に関して、国際関係の合理性の雇用は「医療過誤」に近いと主張している。合理性に基づく記述は大部分が誤っているか反証不可能である。多くの観察者は彼らが採用する「合理性」の意味を説明するのに失敗している。そしてこの概念はしばしば政治的に「私たちと彼ら」を区別するために使用される。

## 批判
合理性の概念は、その普遍性と現実と人間性の包括的理解を提供する能力に疑問を投げかける様々な哲学者によって批判の対象となってきた。
フリードリヒ・ニーチェは、その著作「善悪の彼岸」（1886年）で合理性の過度の強調を批判し、それが人間の本性の非合理的・本能的側面を無視していると主張した。ニーチェは個人的観点と力への意志に基づく価値の再評価を提唱し、「事実はなく、解釈のみがある」と述べた。
マルティン・ハイデッガーは「存在と時間」（1927年）で、道具的・計算的な理性の見方を批判し、世界との日常的な実践的関わりの原初性を強調した。ハイデッガーは合理性だけが真理と理解の唯一の調停者であるという概念に挑戦した。
マックス・ホルクハイマーとテオドール・アドルノは、彼らの代表的著作「啓蒙の弁証法」（1947年）において、啓蒙時代の合理性に疑問を呈した。彼らは現代社会における道具的理性の支配が自然の支配と個人の非人間化につながると主張した。ホルクハイマーとアドルノは、合理性がいかに人間の経験の範囲を狭め、批判的思考を妨げるかを強調した。
ミシェル・フーコーは「監獄の誕生」（1975年）と「生権力の誕生」（1978年）において、合理性が中立で客観的な力であるという概念を批判した。フーコーは合理性と権力構造の絡み合い、および社会的コントロールにおけるその役割を強調した。彼は有名に「権力は制度ではなく、構造でもない。また、私たちが授かった特定の強さでもない。それは特定の社会における複雑な戦略的状況に付与される名前である」と述べた。
これらの哲学者の合理性に対する批判は、その限界、仮定、および潜在的な危険性に光を当てている。彼らの考えは、人間の存在と世界の複雑さを理解するための唯一の枠組みとしての合理性の普遍的適用に挑戦している。